# Petru Buzgău
Petru Buzgău (n. 3 noiembrie 1918, Socodor, județul Arad – d. 1999, Arad) a fost un pictor și grafician român.

## Biografie
Petru Buzgău s-a născut la 3 noiembrie 1918, în comuna Socodor, județul Arad. A absolvit în anul 1943 Școala Superioară de Arte din București, secția Grafică și Pictură. Din 1949, a participat cu regularitate la expozițiile organizate de Filiala UAP, Arad.
A decedat în anul 1999, la Arad.

## Expoziții

### Expoziții personale
- 1942: București, împreună cu L. Mureșianu (sculptură) Iulian Toader (pictură)
- 1978: Galeria de Artă ALFA Arad, cu ocazia împlinirii vârstei de 60 de ani
- 1988: Expoziție personală cu ocazia împlinirii vârstei de 70 de ani, Galeria ARTA Arad.

### Expoziții de grup
- 1943: Salonul Oficial de Toamnă, București
- 1944: Salonul Oficial de Toamnă, Ateneul Român, București
- 1945: Salonul Oficial de Toamnă, București
- 1946: Salonul Oficial de Toamnă, București
- 1947: Salonul Oficial de Toamnă, București
- 1972: Galeria de Artă, Békéscsaba, Ungaria
- 1977: Muzeul de Istorie, Szarvas, Ungaria
- 1988: Salonul Județean, Arad, Galeria ARTA
- 1989: Salonul Județean Arad, Galeria ARTA
- 1994: Salonul Județean de Iarnă, Galeria Națională DELTA Arad.

### Premii
- 1943: Premiul pentru Gravură, “Muzeul SIMU”, București.

## Lucrări și cronică
- Lucrări în colecții: România, Ungaria, Germania, Franța, Italia.

|  | ...Analiza activității unui OM la 70 de ani este un proces pe care ni-l facem noi, contemporanii lui, și-l justificăm prin puterea noastră de înțelegere. Însă darurile făcute nouă de pedagogul, de iubitorul de artă, de iubitorul de progres al lumii noastre arădene și de creatorul care știe să gândească în gravura mică, în monotip și-n pictură generoasă, rămân, pentru noi, un simbol al, repet, Omului care crede că munca pedagogică, arta și dăruirea spirituală sunt un har specific locurilor acestora. | — Valentin Stache, 1988 |

|  | ...Pictura în ulei rămâne, mai presus de toate, domeniul predilect. Artistul observă și transcrie, într-un cod propriu, formele realului, prin configurarea unor sensuri inedite, latente în acestea sub semnul unei bucurii luminoase și calme și al unei înțelepte priviri asupra omniprezenței vieții și trăiniciei umanului. De aceea, mai întâi omul: nu atât ca obiect de studiu psihonormal, cât, mai degrabă, ca semn al unei relații afective decantate și al unei atitudini revelatorii. | — Deliu Petroiu, critic de artă |